# 6888th Central Postal Directory Battalion

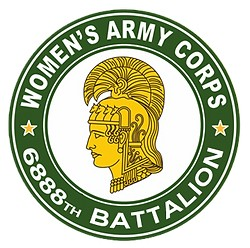
Logo der Einheit

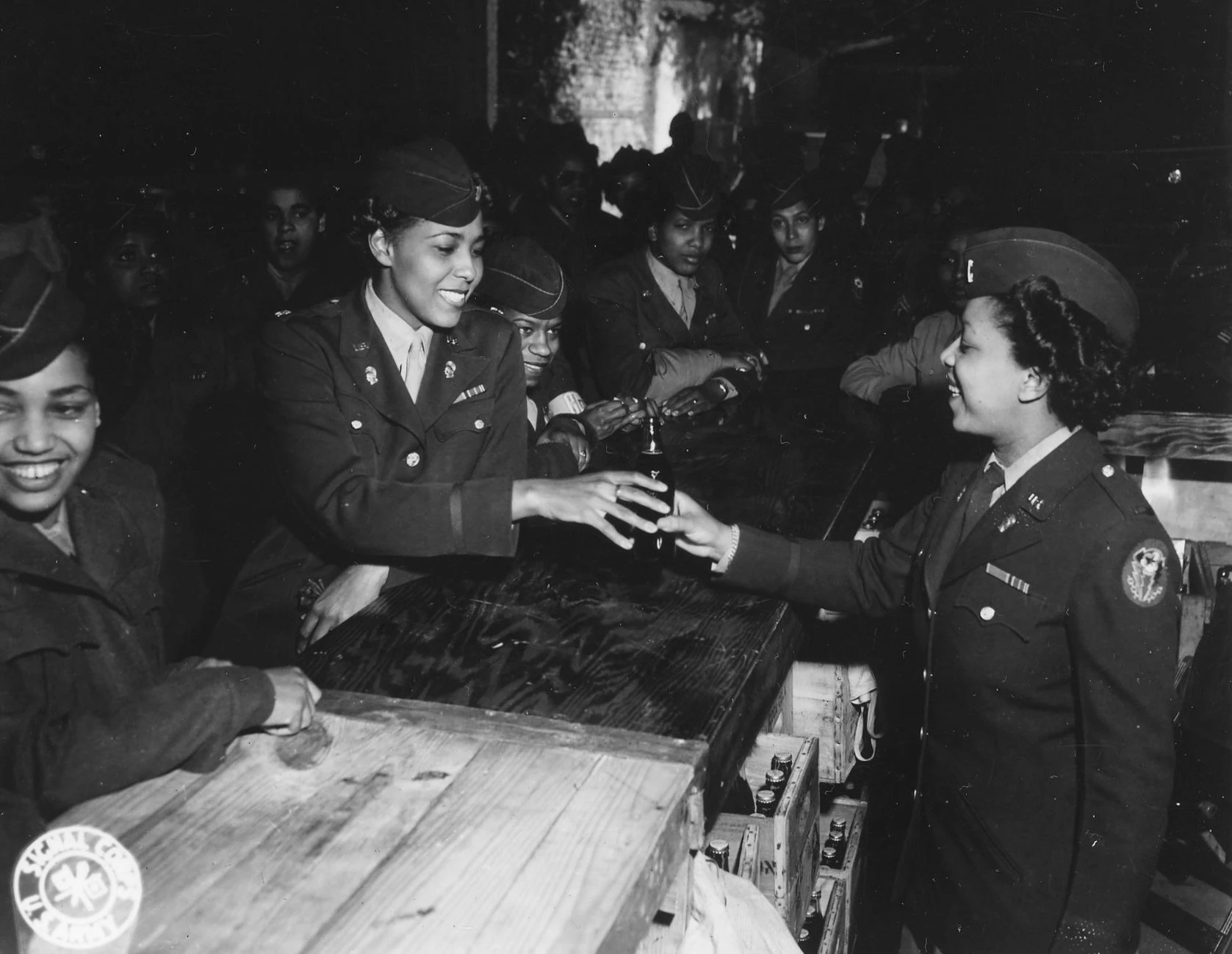
Mitglieder des 6888th Central Postal Directory Battalion

Das 6888th Central Postal Directory Battalion, bekannt als „Six Triple Eight“, war eine ausschließlich aus afroamerikanischen Frauen bestehende Einheit des Women’s Army Corps (WAC) der US‑Armee während des Zweiten Weltkriegs. Es war die einzige afroamerikanische weibliche Einheit, die in Europa eingesetzt wurde. Die Hauptaufgabe der Einheit bestand darin, den erheblichen Rückstand an Postsendungen für US-Soldaten in Europa zu bewältigen und so die Moral der Truppen zu stärken.

## Geschichte

### 1944: Gründung und Vorbereitung
Im Jahr 1944 erkannte die US-Armee die Notwendigkeit, den enormen Rückstau von etwa 17 Millionen Postsendungen für Soldaten in Europa zu bewältigen. Dieser Rückstau beeinträchtigte die Moral der Truppen erheblich, da viele Soldaten monatelang keine Nachrichten von ihren Familien erhielten. Mary McLeod Bethune, eine prominente Bürgerrechtlerin, setzte sich energisch für die Integration afroamerikanischer Frauen in den Militärdienst ein. Mit Unterstützung von First Lady Eleanor Roosevelt wurde schließlich das 6888th Central Postal Directory Battalion gegründet, die erste und einzige afroamerikanische weibliche Einheit, die während des Zweiten Weltkriegs im Ausland eingesetzt wurde. Die Einheit bestand aus etwa 855 Frauen, darunter Offizierinnen und Hilfskräfte, die in Fort Oglethorpe, Georgia, eine intensive militärische und organisatorische Ausbildung erhielten, um auf ihre anspruchsvolle Mission vorbereitet zu sein.

### 1945: Einsatz im Vereinigten Königreich
Nach Abschluss ihrer Ausbildung wurde das Battalion unter Führung von Charity Adams Earley im Februar 1945 nach Birmingham, England, entsandt. Dort standen sie vor der Aufgabe, einen Rückstau von etwa 17 Millionen Briefen und Paketen zu bewältigen, die aufgrund unvollständiger oder fehlerhafter Adressen nicht zugestellt werden konnten. Die Frauen entwickelten ein System mit über sieben Millionen Karteikarten, um die Identifizierung der Empfänger zu erleichtern. Sie arbeiteten in Schichten, sieben Tage die Woche, und bearbeiteten bis zu 65.000 Sendungen pro Schicht. Trotz der schwierigen Bedingungen, einschließlich unbeheizter Arbeitsräume und des Drucks, die Moral der Truppen zu verbessern, schafften sie es, den Rückstau in nur drei Monaten aufzulösen – deutlich schneller als die ursprünglich veranschlagten sechs Monate.

### 1946: Stationierung in Paris, Auflösung und fehlende Anerkennung

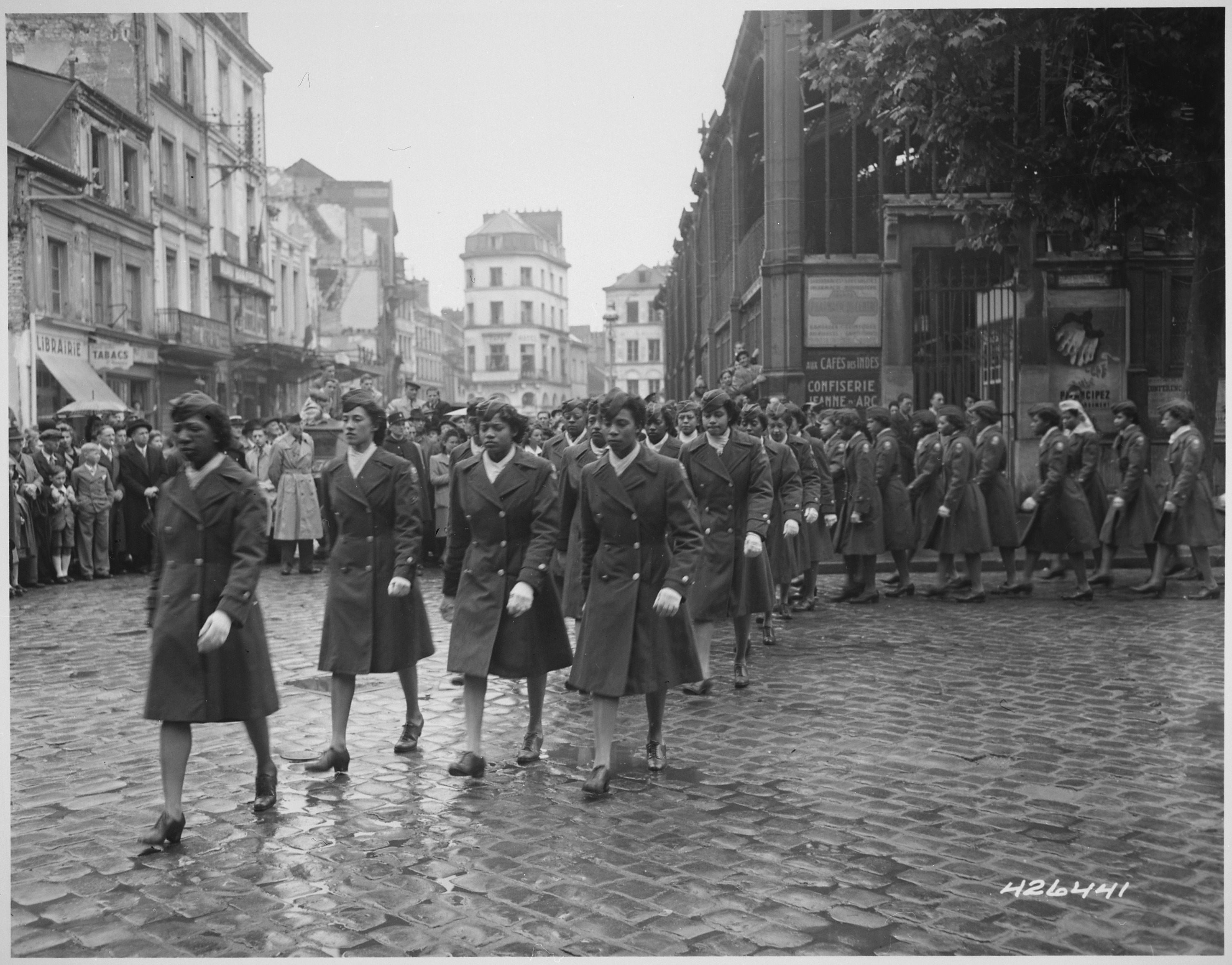
Mitglieder des 6888th Central Postal Directory Battalion nehmen an einer Parade zu Ehren von Jeanne d’Arc auf dem Marktplatz teil, wo sie auf dem Scheiterhaufen verbrannt wurde

Die letzte Station des Battalions war Paris, Frankreich, wo sie ihre Arbeit bis 1946 fortsetzten. Nach dem Ende des Zweiten Weltkriegs und der Stabilisierung der Postlogistik wurde die Einheit aufgelöst, und die Frauen kehrten in die Vereinigten Staaten zurück. Trotz ihrer Leistungen und ihres Beitrags zur Kriegsanstrengung erhielten sie bei ihrer Rückkehr nur wenig Anerkennung. Die gesellschaftlichen Vorurteile und die Rassentrennung jener Zeit führten dazu, dass ihre Geschichte weitgehend unbeachtet blieb. Obwohl das 6888th Central Postal Directory Battalion eine entscheidende Rolle im Zweiten Weltkrieg spielte, blieb ihre Geschichte über Jahrzehnte hinweg weitgehend unbekannt. Erst in den letzten Jahren wurde ihr Beitrag zur Militärgeschichte anerkannt. Im Jahr 2022 verlieh der US-Kongress den Mitgliedern des Battalions posthum die Congressional Gold Medal, eine der höchsten zivilen Auszeichnungen der Vereinigten Staaten, in Anerkennung ihres herausragenden Dienstes und ihrer Opferbereitschaft.

## Anerkennung und Popkultur
Im Jahr 2024 wurde die Geschichte des 6888th Central Postal Directory Battalion durch den Netflix-Film „The Six Triple Eight“ unter der Regie von Tyler Perry einem breiten Publikum bekannt gemacht. Der Film beleuchtet die Herausforderungen und Triumphe dieser Einheit und würdigt ihren Beitrag zur Geschichte des Zweiten Weltkriegs.